# Americhernes paluma
Americhernes paluma es una especie de arácnido  del orden Pseudoscorpionida de la familia Chernetidae.

## Distribución geográfica
Se encuentra en Queensland (Australia).